# Hyannis (Massachusetts)
Hyannis è un village della città statunitense di Barnstable, sita nell'omonima contea dello stato del Massachusetts. Si trova al centro della costa meridionale di Capo Cod. È il "perno" del commercio e dei trasporti di Capo Cod e nel 1990 fu denominato area urbana. Per questo motivo ci si riferisce a Hyannis come la "capitale del Capo". In essa risiedono la maggioranza degli uffici della città di Barnstable e due importanti distretti commerciali.
Hyannis è la principale destinazione turistica e ospita il principale collegamento via ferry-boat ed aviazione civile per passeggeri e merci diretta all'isola di Nantucket.
Hyannis fornisce anche un secondario collegamento navale all'isola detta Martha's Vineyard. Per l'ampiezza del suo porto naturale, Hyannis è il porto più grande per la navigazione da diporto e il secondo per quella della pesca di Capo Cod.
Il Museo Hyannis di JFK nell'antico municipio su Main Street raccoglie le testimonianze dell'attività svolta a Hyannis da John F. Kennedy. Vi è inoltre un monumento eretto dai cittadini di Barnstable nel 1966 in memoria del Presidente Kennedy. Il monumento comprende una fontana e una grossa pietra su cui è inciso il sigillo presidenziale e la frase: «Io credo che sia importante per questo Paese navigare e non stare solo in porto.» Qui il Presidente Kennedy pronunciò il suo discorso sulla vittoria elettorale il 9 novembre 1960.
Il nome del villaggio viene da Iyannough, nome di un sachem della tribù indiana dei Cummaquid.
Il villaggio ha anche dato il nome a un rimorchiatore.